# Przekładnia linowa

Koło linowe

Przekładnia linowa – w budowie maszyn przekładnia mechaniczna cięgnowa, w której cięgnem jest lina.
Przekładnie linowe znajdują zastosowanie w przypadkach, gdy moc przenoszona jest na większą odległość (od kilku do kilkunastu metrów), przy dużych obciążeniach i stosunkowo niskich prędkościach.
Geometria przekładni linowej jest podobna do geometrii przekładni pasowej.